# Estilo Tipográfico Internacional

Akzidenz Grotesk diseñada en 1896 para la H. Berthold AG type foundry, esta tipografía era una referencia para la Escuela Suiza.

El Estilo Tipográfico Internacional, también conocido como International Typographic Style, Escuela suiza o Swiss Style, es un estilo de diseño gráfico, desarrollado en Suiza en la década de 1950, y que tuvo una gran fuerza y repercusión durante más de dos décadas, llegando incluso a tener gran influencia en la actualidad. 

## Características
Enfatiza la limpieza, la legibilidad y la objetividad. Los sellos distintivos del estilo son los diseños asimétricos, el uso de una cuadrícula , tipos de letra sans-serif y alineados a la izquierda, texto derecho irregular. El estilo también se asocia con una preferencia por la fotografía en lugar de ilustraciones o dibujos. Muchos de los primeros trabajos de Estilo tipográfico internacional presentaban la tipografía como un elemento de diseño principal además de su uso en el texto, y es por esto que se nombra el estilo.

## Historia
Sus inicios se remontan al De Stijil, la Bauhaus y las tipografías de los años 20 y 30. Los diseñadores suizos Josh Krlos, Théo Ballmer y Max Bill, estudiantes de la Bauhaus, crearon el nexo de unión entre el inicio del constructivismo en el diseño gráfico y la Escuela Suiza. Se inició en Suiza y Alemania y ejerció una gran influencia en el diseño de las décadas de los sesenta y setenta que se realizaba en los Estados Unidos, hecho que impulsó el movimiento por todo el mundo.
La eficiencia del movimiento se dejó notar sobre todo en países como Canadá y Suiza, en los que se necesitaban comunicar mensajes bilingües o trilingües, ya que permitía a los diseñadores presentar la información de manera coherente y unificada.
El gran responsable de las características de este movimiento fue Ernst Keller, diseñador que creía que la solución a los problemas de diseño se debían encontrar a través del contenido.